# Pentax K-7
Die Pentax K-7 ist eine digitale Spiegelreflexkamera des japanischen Herstellers Pentax, die im Mai 2009 angekündigt wurde. Ihr Gehäuse ist aus einer Magnesiumlegierung auf einem Edelstahlchassis, und sie ist gegen Spritzwasser, Staub und niedrige Temperaturen (bis −10 Grad Celsius) widerstandsfähig.